# Stare Baraki
Stare Baraki – wieś w Polsce położona w województwie podkarpackim, w powiecie stalowowolskim, w gminie Zaklików.
W latach 1975–1998 miejscowość administracyjnie należała do województwa tarnobrzeskiego.